# Liste der Premierminister von Ontario

Flagge von Ontario

Diese Liste führt die Premierminister (engl. premier) der kanadischen Provinz Ontario auf. Ontario besitzt ein Einkammernparlament mit einer auf dem Westminster-System basierenden parlamentarischen Regierung. Dabei ist der Premierminister zugleich Vorsitzender jener Partei, die in der Legislativversammlung die meisten Sitze hält. Der Premierminister tritt als Regierungschef auf, während das Staatsoberhaupt, der kanadische Monarch, durch einen Vizegouverneur (lieutenant governor) vertreten wird. Außerdem stellt der Premierminister aus den Reihen der gewählten Abgeordneten die als Exekutivrat bezeichnete Regierung zusammen und steht dieser vor.
In dieser Liste sind nur die Premierminister seit der Kanadischen Konföderation im Jahre 1867 berücksichtigt. In der zuvor existierenden Provinz Kanada regierten jeweils ein Premierminister aus dem englischen Teil (Ontario) und dem französischen Teil (Québec) gemeinsam (siehe Liste der Premierminister der Provinz Kanada). Die Kolonie Oberkanada wurde 1792 bis 1840 von Abgesandten der britischen Krone verwaltet.

## Premierminister von Ontario
| Premierminister (Partei) | Premierminister (Partei) | Premierminister (Partei)                               | Amtszeit                                     | Wahlen (Wahlbezirk) |
| ------------------------ | ------------------------ | ------------------------------------------------------ | -------------------------------------------- | --- |
|                          | 1.                       | John Sandfield Macdonald (Liberal-Conservative Party)  | 15. Juli 1867 20. Dezember 1871              | Ernannt 15. Juli 1867 Wahl 3. Sep. 1867 (Cornwall), (Koalitionsregierung) |
|                          | 2.                       | Edward Blake (Liberal Party)                           | 20. Dezember 1871 25. Oktober 1872           | Wahl 21. März 1871 (Bruce South) Rücktritt 25. Okt. 1872 (Übertritt in Bundespolitik) |
|                          | 3.                       | Oliver Mowat (Liberal Party)                           | 25. Oktober 1872 21. Juli 1896               | Ernennung 25. Okt. 1872 (Oxford North) Wiederwahl 18. Jan. 1875 (Oxford North) Wiederwahl 5. Juni 1879 (Oxford North) Wiederwahl 27. Feb. 1883 (Oxford North) Wiederwahl 28. Dez. 1886 (Oxford North) Wiederwahl 5. Juni 1890 (Oxford North) Wiederwahl 26. Juni 1894 (Oxford North) Rücktritt 21. Juli 1896 (pensioniert) |
|                          | 4.                       | Arthur Sturgis Hardy (Liberal Party)                   | 21. Juli 1896 20. Oktober 1899               | Ernennung 21. Juli 1896 (Brant South) Wiederwahl 1. März 1898 (Brant South) Rücktritt 20. Okt. 1899 (pensioniert) |
|                          | 5.                       | George William Ross (Liberal Party)                    | 20. Oktober 1899 8. Feb. 1905                | Ernennung 20. Okt. 1899 (Middlesex West) Wiederwahl 29. Mai 1902 (Middlesex West) |
|                          | 6.                       | James Whitney (Progressive-Conservative Party)         | 8. Feb. 1905 25. Sep. 1914 Im Amt verstorben | Wahl 25. Jan. 1905 (Dundas) Wiederwahl 8. Juni 1908 (Dundas) Wiederwahl 11. Dez. 1911 (Dundas) Wiederwahl 29. Juni 1914 |
|                          | 7.                       | William Howard Hearst (Progressive-Conservative Party) | 2. Oktober 1914 14. November 1919            | Ernennung 2. Okt. 1914 (Sault Ste. Marie) |
|                          | 8.                       | Ernest Charles Drury (United Farmers)                  | 14. November 1919 16. Juli 1923              | Wahl 20. Okt. 1919 (Halton), (Koalitionsregierung) |
|                          | 9.                       | Howard Ferguson (Progressive-Conservative Party)       | 16. Juli 1923 16. Dezember 1930              | Wahl 25. Juni 1923 (Grenville) Wiederwahl 1. Dez. 1926 (Grenville) Wiederwahl 30. Okt. 1929 (Grenville) Rücktritt 16. Dez. 1930 (Botschafter in London) |
|                          | 10.                      | George Stewart Henry (Progressive-Conservative Party)  | 16. Dezember 1930 10. Juli 1934              | Ernennung 16. Dez. 1930 (York East) |
|                          | 11.                      | Mitchell Hepburn (Liberal Party)                       | 10. Juli 1934 21. Oktober 1942               | Wahl 19. Juni 1934 (Elgin) Wiederwahl 6. Okt. 1937 (Elgin) Rücktritt 21. Okt. 1942 (Pensionierung) |
|                          | 12.                      | Gordon Daniel Conant (Liberal Party)                   | 21. Oktober 1942 18. Mai 1943                | Ernennung 21. Okt. 1942 (Ontario) Rücktritt 18. Mai 1943 (Pensionierung) |
|                          | 13.                      | Harry Nixon (Liberal Party)                            | 18. Mai 1943 17. August 1943                 | Ernennung 18. Mai 1943 (Brant) |
|                          | 14.                      | George A. Drew (Progressive-Conservative Party)        | 17. August 1943 19. Oktober 1948             | Wahl 4. Aug. 1943 (High Park), (Minderheitsregierung) Wiederwahl 4. Juni 1945 (High Park) Wiederwahl 7. Juni 1948 (kein Mandat) Rücktritt 19. Okt. 1948 (Pensionierung) |
|                          | 15.                      | Thomas Laird Kennedy (Progressive-Conservative Party)  | 19. Oktober 1948 4. Mai 1949                 | Ernennung 19. Okt. 1948 (Peel) Rücktritt 4. Mai 1949 (Pensionierung) |
|                          | 16.                      | Leslie Frost (Progressive-Conservative Party)          | 4. Mai 1949 8. November 1961                 | Ernennung 4. Mai 1949 (Victoria) Wiederwahl 22. Nov. 1951 (Victoria) Wiederwahl 9. Juni 1955 (Victoria) Wiederwahl 11. Juni 1959 (Victoria) Rücktritt 8. Nov. 1961 |
|                          | 17.                      | John Robarts (Progressive-Conservative Party)          | 8. November 1961 1. März 1971                | Ernennung 8. Nov. 1961 (London North) Wiederwahl 25. Sep. 1963 (London North) Wiederwahl 17. Okt. 1967 (London North) Rücktritt 1. März 1971 (Pensionierung) |
|                          | 18.                      | Bill Davis (Progressive-Conservative Party)            | 1. März 1971 8. Februar 1985                 | Ernennung 1. März 1971 (Peel North) Wiederwahl 21. Okt. 1971 (Peel North) Wiederwahl 18. Sep. 1975 (Brampton), (Minderheitsregierung) Wiederwahl 9. Juni 1977 (Brampton), (Minderheitsregierung) Wiederwahl 19. März 1981 (Brampton) Rücktritt 8. Feb. 1985 (Pensionierung)                                                |
|                          | 19.                      | Frank Miller (Progressive-Conservative Party)          | 8. Februar 1985 26. Juni 1985                | Ernennung 8. Feb. 1985 (Muskoka) Wiederwahl 2. Mai 1985 (Muskoka) (Minderheitsregierung) Rücktritt 26. Juni 1985 (Misstrauensvotum) |
|                          | 20.                      | David Peterson (Liberal Party)                         | 26. Juni 1985 1. Oktober 1990                | Ernennung 26. Juni 1985 (London Centre) (Minderheitsregierung) Wiederwahl 10. Sep. 1987 (London Centre) |
|                          | 21.                      | Bob Rae (New Democratic Party)                         | 1. Oktober 1990 26. Juni 1995                | Wahl 1. Okt. 1990 (York South) |
|                          | 22.                      | Mike Harris (Progressive-Conservative Party)           | 26. Juni 1995 14. April 2002                 | Wahl 8. Juni 1995 (Nipissing) |
|                          | 23.                      | Ernie Eves (Progressive-Conservative Party)            | 15. April 2002 22. Oktober 2003              | Ernennung 23. März 2002 (Dufferin) |
|                          | 24.                      | Dalton McGuinty (Liberal Party)                        | 22. Oktober 2003 11. Februar 2013            | Wahl 2. Okt. 2003 (Ottawa South) Wiederwahl 10. Okt. 2007 (Ottawa South) Wiederwahl 6. Okt. 2011 (Ottawa South) |
|                          | 25.                      | Kathleen Wynne (Liberal Party)                         | 11. Februar 2013 29. Juni 2018               | Ernennung 11. Feb. 2013 (Don Valley West) Wiederwahl 12. Juni 2014 (Don Valley West) |
|                          | 26.                      | Doug Ford (Progressive-Conservative Party)             | 29. Juni 2018 amtierend                      | Wahl 7. Juni 2018 (Etobicoke North) |